# Arisaka typ 38
Arisaka typ 38 je japonská armádní opakovací puška rodiny Arisaka. Byla standardní puškou japonské císařské armády v letech 1905-1945.

## Historie a použití
V roce 1897 sestrojil japonský konstrukční tým vedený plukovníkem N. Arisakou opakovací pušku Arisaka typ 30. Její zdokonalená verze z roku 1905 má označení vzor 38 (38. rok panování japonského císaře).
Konstrukce vychází z předešlých typů Arisaka. Složitá konstrukce závěru, která byla hlavním nedostatkem dřívějších pušek byla zjednodušena - závěr se skládal pouze z pěti součástek. Okénko pouzdra závěru je zakryto pláštěm , pohybujícím se společně se závěrem. Podobnou konstrukci měla zkrácená varianta - karabina vzor 38.
Byla použita při invazi do Číny, Indonésie a při bitvě o Guadalcanal. V roce 1945 oficiálně kapitulovala císařská armáda a císař popřel svůj božský původ. Sachalin a Asie padly do rukou spojenců, císařská armáda odevzdala všechny své zbraně. S nimi i typ 38.
Tyto pušky rovněž zakoupila Velká Británie pro válečné námořnictvo a jako výcvikovou pušku v počtu 500 000 kusů. Rusko zakoupilo 763 000 kusů.

## Po válce
Po válce odešli Japonci z okupovaných území. Typ 38 zůstal v rukou nástupnických států. Byla použita severními Korejci v korejské válce, v Čínské občanské válce jak komunisty, tak vládními jednotkami. Jako pozůstalost Japonců z války dosloužila velmi brzy a nástupnické státy (většinou komunistické) je vystřídaly modernějšími zbraněmi ze SSSR a
Velké Británie.